# Totonacas
Os totonacas são um povo indígena do México que vivem no estado de Veracruz. Quando os espanhóis chegaram ao México em 1519 encontravam-se dispersos pelas regiões de Puebla, Tabasco e Veracruz. Encontram-se entre os possíveis construtores da cidade pré-colombiana de El Tajín em Veracruz. Outras importantes cidades totonacas foram Cempoala, Xalapa e Papantla. A sua cultura destacava-se pela cerâmica muito variada, escultura em pedra, arquitectura monumental e pela sua avançada concepção urbanística. As línguas totonacas têm cerca de 90 000 falantes.

## Geografia e estilo de vida
A região ocupada pelos totonacas denominava-se Totonocapan e estendia-se aproximadamente desde Papantla a norte, até Cempoala a sul. Era uma região quente e húmida. Para além das culturas habituais de milho, feijão, abóbora e pimento era uma região famosa pela produção de âmbar líquido e algodão. Mesmo durante a grande seca do México Central de 1450-1454, esta região permaneceu como importante região agrícola. Neste período, os astecas viram-se forçados a vender-se ou a vender familiares como escravos dos totonacas em troca de milho para a sua subsistência. As mulheres totonacas eram exímias bordadoras e tecelãs; vestiam-se de forma exuberante e adornavam o cabelo com penas. O padre franciscano Bernardino de Sahagún descreve as mulheres totonacas como "muito elegantes" em todos os aspectos da sua aparência. De igual forma, os homens vestiam-se bem, usando adornos como colares, pulseiras, roupas coloridas e aparatos feitos com as preciosas penas de quetzal.

## História
Os totonacas encontravam-se organizados numa confederação de cidades, e no princípio do século XVI encontravam-se sob o domínio dos mexicas.
Em 1519 deu-se uma reunião entre 30 povos totonacas em Cempoala. Este evento selaria para sempre o seu futuro, bem como o das restantes nações mesoamericanas, pois nesta reunião decidiram aliar-se a Hernán Cortés aos tlaxcaltecas, na conquista de Tenochtitlan, a capital asteca. Os totonacas forneceram 13 000 homens para acompanhar os cerca de 400 de que Cortés dispunha. Os totonacas julgavam poder assim libertar-se do jugo asteca. A cruel realidade, que se revelaria pouco tempo depois, é que após a derrota asteca os totonacas foram obrigados a converter-se ao cristianismo sob ameaça de morte e despojados das suas culturas, acabando muito deles por ser feitos escravos dos espanhóis nas suas próprias terras, sobretudo no cultivo emergente da cana de açúcar. Durante o século XVI seriam dizimados por epidemias de doenças trazidas da Europa pelos conquistadores.